# Приокск
Прио́кск (ранее Сту́пино-7) — упразднённый посёлок городского типа и самостоятельное муниципальное образование «Посёлок Приокск» в Московской области. В 2004 году включен в состав города Ступино. 

## История
Посёлок Ступино-7 находился на балансе НИИ «Энергия», организации подведомственной КГБ СССР. В начале 1990-х годов Ступино-7 получило статус закрытого административно-территориального образования и новое название — Приокск. В 1994 году получил статус посёлка городского типа.
В 1996 году прошли выборы главы посёлка и Совета депутатов.
Указом Президента Российской Федерации от 24.01.1998 № 59 ЗАТО «Приокск» было упразднено. На референдуме, прошедшем в том же 1998 году, 87 % избирателей Приокска выступили за сохранение у посёлка статуса самостоятельного муниципального образования. Вслед за этим был принят областной закон «О муниципальном образовании „Поселок Приокск“», а в 1999 году Устав муниципального образования.
В 2000 году прошли повторные выборы главы посёлка и Совета депутатов.
Из-за отсутствия на территории муниципального образования «Посёлок Приокск» каких-либо предприятий возникли проблемы с наполняемостью бюджета. В связи с этим среди жителей появилось стремление войти в состав Ступинского района: так из 7 депутатов местного муниципального собрания, избранных в 2000 году, четверо выступали за слияние со Ступино, а трое за самостоятельность Приокска.
В 2004 году посёлок городского типа Приокск вошёл в состав города Ступино. А в 2005 году было создано муниципальное образование «Городское поселение Ступино», в состав которого вошёл и Приокск как часть города Ступино.

## Население и площадь
Изначально считалось, что площадь муниципального образования — 48 гектаров, а в его состав входят 15 домов. Но уже в 2002 году выяснилось, что площадь муниципального образования составляет всего 23 гектара и что к посёлку относятся только 9 жилых домов. Таким образом, Приокск был самым маленьким по площади муниципальным образованием России.
По переписи 2002 года население посёлка составило 6183 человека.